# فرودگاه ماما
فرودگاه ماما (به روسی: Аэропорт Мама) فرودگاهی عمومی واقع در شهر ماما در کشور روسیه است که توسط FGUP Airport Mama اداره می‌شود.